# Maestro de Naumburgo

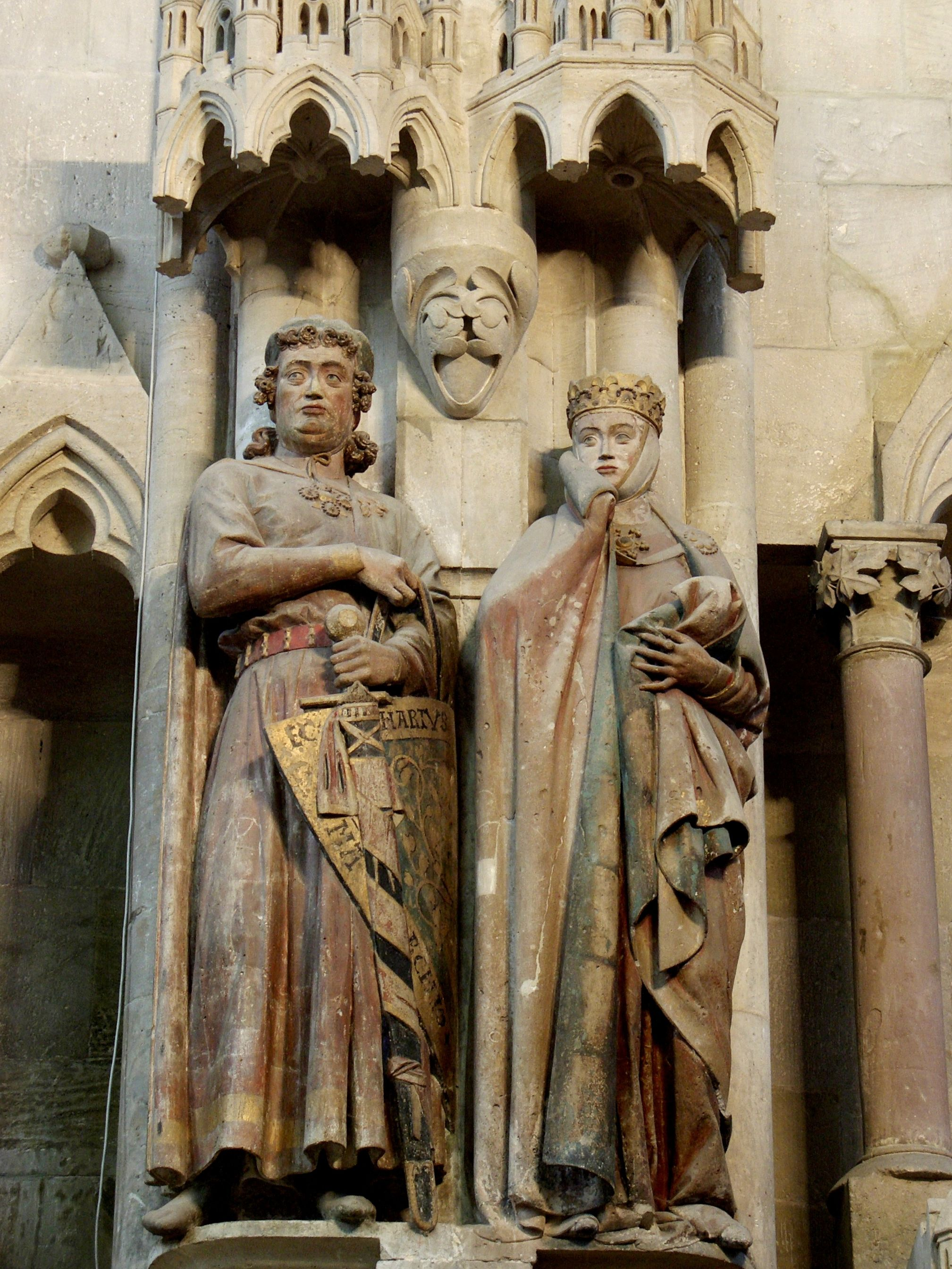
Estatuas realizadas por el Maestro: el margrave Ecardo II y Uta, catedral de Naumburgo

El Maestro de Naumburgo (un «nombre convenido»; en alemán: Naumburger Meister o Meister von Naumburg) fue un escultor en piedra anónimo medieval. Sus obras datan de mediados del siglo XIII y se encuentran entre las más importantes obras de arte de la Edad Media europea. 
El Maestro de Naumburgo muy probablemente aprendió su arte en el norte de Francia en la cumbre del estilo gótico. Estuvo activo en las ciudades de Noyon, Amiens, y Reims alrededor del año 1225, y más tarde posiblemente marchó a Metz en el Sacro Imperio Romano Germánico. Alrededor de 1230 trabajó en la catedral de Maguncia, donde creó el fragmentario coro alto, incluyendo un relieve en arenisca de san Martín que pasó a ser conocido como el Jinete de Bassenheim. 
Después viajó hacia el este a lo largo de la Via Regia hasta la sede episcopal de Naumburgo, donde había comenzado la reconstrucción de la catedral de Naumburgo alrededor del año 1210 y se añadió el coro occidental gótico alrededor de 1245-1250. La construcción posiblemente estaba acabada para el año 1257, lo que incluía doce retratos de donantes monumentales que se consideran su obra maestra, y de ahí deriva su nombre convenido. Realizadas en arenisca de Grillenburg, algunas de las esculturas están identificadas por el nombre mientras que otras no pueden ser asignadas con certeza. Los retratos de los principales benefactores, el margrave Ecardo II de Misnia y su consorte Uta de Ballenstedt así como el margrave Germán I y su esposa Regelinda se alzan a ambos lados de la entrada al coro.
Considerando su estilo característico, el Maestro de Naumburgo ha sido también identificado como el creador de las figuras de los fundadores en la catedral de Meissen (Misnia) y de la losa de la tumba de un caballero Hermann von Hagen, pariente de un canónigo de Naumburgo, en la catedral de Merseburgo. Su arte marcó la obra de numerosos maestros canteros por toda Alemania Central. Fue así un transmisor y pionero decisivo de las rompedoras innovaciones en arquitectura y escultura de finales del período Hohenstaufen en el siglo XIII.